# اچ‌نوام‌اس گلومن (۱۹۱۶)
اچ‌نوام‌اس گلومن (۱۹۱۶) (به انگلیسی: HNoMS Glommen (1916)) یک کشتی بود که طول آن ۴۲ متر (۱۳۷٫۸۰ فوت) بود. این کشتی در سال ۱۹۱۶ ساخته شد.